# Équipe d'Arabie saoudite de football à la Coupe des confédérations 1997
L'équipe d'Arabie saoudite de football participe à sa 3e Coupe des confédérations lors de l'édition 1997 qui se tient en Arabie saoudite du 12 décembre au 21 décembre 1997. Elle se rend à la compétition en tant que nation hôte et vainqueur de la Coupe d'Asie des nations 1996.

## Résultats

### Phase de groupe
|   | Équipe          | Pts | J | G | N | P | BP | BC | Diff |
| - | --------------- | --- | - | - | - | - | -- | -- | ---- |
| 1 | Brésil          | 7   | 3 | 2 | 1 | 0 | 6  | 2  | +4   |
| 2 | Australie       | 4   | 3 | 1 | 1 | 1 | 3  | 2  | +1   |
| 3 | Mexique         | 3   | 3 | 1 | 0 | 2 | 8  | 6  | +2   |
| 4 | Arabie saoudite | 3   | 3 | 1 | 0 | 2 | 1  | 8  | -7   |

| 12 décembre 1997 | Arabie saoudite | 0 | 3 | Brésil    |
| 14 décembre 1997 | Arabie saoudite | 0 | 5 | Mexique   |
| 16 décembre 1997 | Arabie saoudite | 1 | 0 | Australie |

| 12 décembre 1997                  | Brésil                               | 3 - 0 | Arabie saoudite | Stade International Roi Fahd, Riyad               |                                                   |
| 16:15 · Historique des rencontres | Cesar Sampaio 65e · Romário 73e, 80e |       |                 | Spectateurs : 50 000 Arbitrage : Nikolai Levnikov | Spectateurs : 50 000 Arbitrage : Nikolai Levnikov |
| 16:15 · Historique des rencontres | (rapport)                            |       |                 | Spectateurs : 50 000 Arbitrage : Nikolai Levnikov | Spectateurs : 50 000 Arbitrage : Nikolai Levnikov |

| 14 décembre 1997                  | Mexique                                        | 5 - 0 | Arabie saoudite | Stade International Roi Fahd, Riyad        |                                            |
| 17:50 · Historique des rencontres | Palencia 20e, 62e · Blanco 68e, 76e · Luna 75e |       |                 | Spectateurs : 15 000 Arbitrage : M. McLeod | Spectateurs : 15 000 Arbitrage : M. McLeod |
| 17:50 · Historique des rencontres | (rapport)                                      |       |                 | Spectateurs : 15 000 Arbitrage : M. McLeod | Spectateurs : 15 000 Arbitrage : M. McLeod |

| 16 décembre 1997                  | Arabie saoudite          | 1 - 0 | Australie | Stade International Roi Fahd, Riyad               |                                                   |
| 17:50 · Historique des rencontres | Mohammed Al-Khilaiwi 40e |       |           | Spectateurs : 20 000 Arbitrage : Javier Castrilli | Spectateurs : 20 000 Arbitrage : Javier Castrilli |
| 17:50 · Historique des rencontres | (rapport)                |       |           | Spectateurs : 20 000 Arbitrage : Javier Castrilli | Spectateurs : 20 000 Arbitrage : Javier Castrilli |

## Effectif
Sélectionneur :  Otto Pfister
| No. | Pos.      | Joueur                 | Date de naissance et âge | Sélec. | Club                  |
| --- | --------- | ---------------------- | ------------------------ | ------ | --------------------- |
| 1   | Gardien   | Mohamed Al-Deayea      | 2 août 1972              |        | Al Ta'ee Ha'il        |
| 2   | Défenseur | Mohammed Al-Jahani     | 28 septembre 1974        |        | Al Ahly Djeddah       |
| 3   | Défenseur | Mohammed Al-Khilaiwi   | 1er septembre 1971       |        | Al Ittihad Djeddah    |
| 4   | Défenseur | Abdullah Zubromawi     | 15 novembre 1973         |        | Al Ahly Djeddah       |
| 5   | Défenseur | Ahmad Jamil Madani     | 6 janvier 1970           |        | Al Ittihad Djeddah    |
| 6   | Milieu    | Ibrahim Al-Harbi       | 10 juillet 1975          |        | Al Nasr Riyad         |
| 7   | Attaquant | Ibrahim Al-Shahrani    | 21 juillet 1974          |        | Al Ahly Djeddah       |
| 8   | Milieu    | Khalid Al-Temawi       |                          |        | Al Hilal Riyad        |
| 9   | Attaquant | Sami Al-Jaber          | 11 décembre 1972         |        | Al Hilal Riyad        |
| 10  | Attaquant | Saeed Al-Owairan       | 19 août 1967             |        | Al Shabab Riyad       |
| 11  | Attaquant | Fahad Al-Mehallel      | 11 novembre 1970         |        | Al Shabab Riyad       |
| 12  | Défenseur | Ahmad Al-Doukhi        | 25 octobre 1976          |        | Al Hilal Riyad        |
| 13  | Défenseur | Hussein Sulaimani      | 23 janvier 1977          |        | Al Ahly Djeddah       |
| 14  | Milieu    | Khalid Al-Muwallid (c) | 23 novembre 1971         |        | Al Ahly Djeddah       |
| 15  | Gardien   | Hussein Al-Sadiq       | 15 octobre 1973          |        | Al Qadisiya Al Khubar |
| 16  | Milieu    | Khamis Al-Owairan      | 8 septembre 1973         |        | Al Ittihad Djeddah    |
| 17  | Milieu    | Mohammad Al-Sahafi     |                          |        | Al Ittihad Djeddah    |
| 18  | Attaquant | Khamis Al-Zahrani      | 3 août 1976              |        | Al Ittihad Djeddah    |
| 19  | Attaquant | Obeid Al-Dosari        | 2 octobre 1975           |        | Al Wahda La Mecque    |
| 20  | Milieu    | Hamzah Saleh           | 19 avril 1967            |        | Al Ahly Djeddah       |
| 21  | Défenseur | Mehaisen Al-Dosari     |                          |        | Al Nasr Riyad         |

## Navigation